# Kaori Momoi
Kaori Momoi (桃井 かおり?, Momoi Kaori; Tokyo, 8 aprile 1952) è un'attrice, regista, cantante e scrittrice giapponese.
Ha interpretato oltre 60 film, lavorando con registi quali Akira Kurosawa, Shōhei Imamura e Takashi Miike, vincendo 15 premi,  compresi due Awards of the Japanese Academy, gli Oscar giapponesi. Ha anche diretto due film, Faces of a Fig Tree ed Hee. Come cantante ha pubblicato 15 album discografici. In veste di scrittrice ha scritto sette libri.

## Biografia
Nata a Tokyo, Kaori Momoi si trasferì a Londra all'età di 12 anni per studiare danza alla Royal Ballet Academy. Dopo tre anni tornò a Tokyo, laureandosi alla Japan's Bungakuza School of Dramatic Arts.
Nel 1971 debuttò nel cinema, interpretando un ruolo in To Love Again, diretto da Kon Ichikawa. Successivamente interpretò film quali Kagemusha - L'ombra del guerriero, Il Sole, Izo, Sukiyaki Western Django e Memorie di una geisha. Nel 1978 vinse l'Awards of the Japanese Academy come miglior attrice per la sua interpretazione in The Yellow Handkerchief, e nel 1980 vinse il premio come miglior attrice non protagonista per le sue interpretazioni in Mo hozue wa tsukanai e in Kamisamaga kureta akanbô.
Nel 2006 la Momoi debuttò nella regia cinematografica, dirigendo Faces of a Fig Tree, che vinse il Netpac Award al Festival di Berlino 2007.

## Filmografia parziale

### Attrice
- To Love Again (Ai futatabi), regia di Kon Ichikawa (1971)
- The Yellow Handkerchief (Shiawase no kiiroi hankachi), regia di Yôji Yamada (1977)
- Mo hozue wa tsukanai, regia di Yoichi Higashi (1979)
- Kamisamaga kureta akanbô, regia di Yoichi Maeda (1979)
- Kagemusha - L'ombra del guerriero (Kagemusha), regia di Akira Kurosawa (1980)
- Eijanaika, regia di Shōhei Imamura (1981)
- Izo, regia di Takashi Miike (2004)
- Il Sole (Solntse), regia di Aleksandr Sokurov (2005)
- Memorie di una geisha (Memoirs of a Geisha), regia di Rob Marshall (2005)
- Bushi no ichibun, regia di Yôji Yamada (2006)
- Sukiyaki Western Django, regia di Takashi Miike (2007)
- Scandal (2008)
- Emperor, regia di Peter Webber (2012)
- Helter Skelter, regia di Mika Ninagawa (2012)
- Ghost in the Shell, regia di Rupert Sanders (2017)

### Regista
- Faces of a Fig Tree (Ichijiku no kao) (2006)
- Hee (2016)